# Battaglia di Campomorto
La battaglia di Campomorto venne combattuta il 21 agosto 1482 nel contesto della guerra di Ferrara.
Il duca di Calabria Alfonso (ovvero l'erede al trono del Regno di Napoli) aveva invaso lo Stato Pontificio col pretesto di giungere a Ferrara, e si era alleato con i Colonna contro papa Sisto IV. Ebbe così inizio il conflitto a cui si fa riferimento con il nome di guerra di Ferrara.
Il 18 agosto 1482, Roberto Malatesta, signore di Rimini e capitano dell'esercito pontificio, mosse da San Giovanni in Laterano dove era accampato verso i Colli Albani, per sconfiggere i napoletani con i loro alleati Colonna e Savelli.
In quel momento, Alfonso aveva occupato Terracina e si trovava a Civita Lavinia (la contemporanea Lanuvio). Retrocedette verso Torre Astura e si accampò presso San Pietro in Formis, località che dalla battaglia prese nome di Campomorto, in seguito Campoverde, frazione del comune di Aprilia. Il duca di Calabria schierò le sue truppe in prossimità di un torrione, sotto il quale pose il suo quartier generale.
I napoletani erano in minoranza (perciò si erano ben fortificati), inoltre il campo era circondato dalle paludi. Ciò nonostante, il 21 aprile 1482 la battaglia di Campomorto vide uscire vincitore il Malatesta con le milizie pontificie, a seguito di un decisivo attacco al campo fortificato avversario condotto da truppe di fanteria.
Il combattimento fu cruento; alla fine i napoletani vennero messi in fuga ed il duca Alfonso dovette la sua salvezza ad alcune compagnie di Turchi, che dopo la resa di Otranto erano passate al suo soldo.
In seguito il Malatesta morì di malaria contratta nelle Paludi Pontine. I napoletani, invece, ridotti a mal partito, accettarono un armistizio firmato il 28 novembre 1482.

Re Alfonso II, che al tempo della battaglia era ancora duca di Calabria per la prima volta a Campomorto, portò questa impresa, che è un rebus per " Dia de mas valer"